# Entorrhizomycota
Entorrhizomycota es una pequeña división de hongos antes clasificados como basidiomicetos que pueden formar agallas en las raíces de ciertas plantas. Filogenéticamente constituye el clado basal de los hongos dicariotas.

## Clasificación
Contiene los siguientes géneros:
- Entorrhiza
- Juncorrhiza
- Talbotiomyces

## Morfología
Todos los miembros de Entorrhizomycota son parásitos obligados de las raíces de las plantas. Los soros se producen como agallas en las raíces de los huéspedes. Las agallas son tuberculosas con una forma globoide, irregular o alargada y están compuestas de haces vasculares , células parenquimatosas y micelio fúngico. Los segmentos más jóvenes de las agallas son de color pálido, mientras que los segmentos más viejos se vuelven marrones. El micelio consiste en hifas dicarióticas y septadas con paredes fibriladas que carecen de conexiones de abrazadera. Inicialmente, el micelio crece intercelularmente antes de producir hifas intracelulares enrolladas que terminan en células globosas que se desprenden y se desarrollan en teliosporas. Las teliosporas germinan en tétradas a través de los septos internos, y cada compartimento de tétrada produce hifas que terminan en propágulos sigmoideos. Se observó que las teliosporas jóvenes tienen dos núcleos, las teliosporas más viejas tienen solo un núcleo y cada compartimento de tétrada tiene un nucelo. Esto indica que la cariogamia y la meiosis ocurren en la teliospora. Se ha observado que las teliosporas se liberan cuando la planta huésped muere y las agallas se desintegran, y que el número de agallas es mayor en suelos anegados que en suelos bien drenados. Estas observaciones podrían respaldar la hipótesis de que los entorrizomicetos se dispersan a través de la humedad del suelo.
Entorrhiza se diagnostica por teliosporas con ornamentación longitudinalmente estriada o cerebriforme e infecta plantas pertenecientes a Cyperaceae, mientras que Juncorrhiza se diagnostica por teliosporas con ornamentación verrugosa-tuberculada e infecta plantas pertenecientes a Juncaceae. Talbotiomyces se distingue de las especies de Entorrhizales por tabiques hifales con poros simples que carecen de tapas o membranas (las especies de Entorrhizales tienen doliporos que carecen de tapas o membranas) e infecta plantas pertenecientes a Caryophyllales.

## Evolución
Aunque anteriormente se clasificaban como basidiomicetos en la subdivisión Ustilaginomycotina, los análisis filogenéticos han encontrado que serían el grupo basal de Dikarya. Se ha sugerido que la tétrada de teliosporas en Entorrhizomycota podría representar el estado ancestral de los meiosporangios dicarióticos. Esto se basa en la observación de que los septos en las tétradas tienen poros, y que los compartimentos de la tétrada germinan en hifas que terminan en propágulos. Las células separadas por septos porosos en los basidios de basidiomicetos representan meiosporas que a su vez liberan propágulos vegetativos (que usualmente se caracterizan como basidiosporas). Es posible que una estructura ancestral similar a la tétrada de teliosporas evolucionara en fragmobasidios, los cuales a su vez evolucionaron en holobasidios en múltiples ocasiones durante la transición de la dispersión acuática a la dispersión aérea. También es posible que la tétrada de teliosporas sea homóloga de las tétradas de meiosporas de los ascomicetos de divergencia temprana.